# Lyady
Lyady (en belarús: Ляды́) (en rus: Ляды) és un llogaret situat en el districte de Dubrovna a la Regió de Vitebsk, a Belarús prop de la frontera entre Belarús i Rússia. Lyady va ser fundada al segle xvii. Estava situat a la carretera que connectava Moscou i Varsòvia. Es troba prop del riu Mereya, que va ser la frontera entre Rússia i Polònia i més tard entre la República Socialista Federativa Soviètica Russa i la República Socialista Soviètica de Belarús.
Lyady solia tenir una població predominantment jueva. Va ser el centre del hassidisme de Habad durant més d'una dècada. El primer Rebe de Habad, el Rabí Schneur Zalman de Liadí es va establir allí per invitació del príncep Stanisław Lubomirski, Voivoda de la ciutat, després del seu segon empresonament en 1800. El Rebe de Habad va deixar la ciutat en 1812, fugint de la Invasió de Rússia per part de la Grande Armée de Napoleó. Després de l'ocupació alemanya de Belarús durant la Segona Guerra Mundial, els jueus de la ciutat es van reunir en un gueto. El 2 d'abril de 1942, els nazis i els seus col·laboradors van matar a més de 2.000 jueus al gueto.